# Museu de Belas Artes de Badajoz
O Museu Provincial de Belas Artes de Badajoz (em castelhano: Museo Provincial de Bellas Artes) é um museu de arte situado na cidade de Badajoz, Espanha. Fundado em 1920, é considerado a principal pinacoteca da Estremadura devido à quantidade e qualidade das obras do seu acervo. O museu contém ao todo, 1400 peças de pintura e escultura, gravura e desenho representando mais de 350 artistas como Zurbarán, contemporâneo de Velázquez, Luis de Morales, pintores flamencos, Francisco de Goya, Felipe Checa, Torre Isunza, Eugenio Hermoso, Adelardo Covarsí, Antonio Juez Nieto Nicolás Megía, Francisco Pedraja Muñoz, Picasso e Dalí, entre outros. A coleção completa algumas peças de arte móvel pré-histórica. Tudo isso é creditado como a primeira pinacoteca na região da Extremadura e a quinta maior coleção na Espanha, em quantidade de obras.
Está instalado num magnífico edifício de finais do século XIX e oferece aos visitantes um panorama sobre a história da pintura pacense (de Badajoz) entre os séculos XVI e XX, estando representados desde temas religiosos às naturezas-mortas e sobretudo pelo costumbrismo, de artistas estremenhos da craveira de Luis de Morales, Zurbarán, Nicolás Megía, Felipe Checa, Eugenio Hermoso e Adelardo Covarsí, mas também estrangeiros, como Caravaggio.
A direção do museu foi normalmente gerida por intelectuais e pintores de reconhecido prestígio, como Adelardo Covarsí (entre 1919 e 1951) e Francisco Pedraja Muñoz (1980 e 1996).
Quanto à organização, existe o "Fundo antigo" que inclui obras do século XVI ao XVIII e a parte da "Arte espanhola" dos séculos XIX e XX. O museu também abriga a coleção de pintores extremeños e outro fundo dedicado à pintura moderna. 

## História
Em 4 de janeiro de 1920, o Museu Provincial de Belas Artes de Badajoz foi inaugurado ao público, utilizando três salas no piso inferior do Palácio da Deputação. Foram seus promotores Narciso Vázquez Lemus, deputado provincial da Cultura e Adelardo Covarsí, designado como primeiro diretor. Nos momentos iniciais, o acervo do Museu foi constituído por 58 obras.
A partir da segunda metade do século XX, o museu passou por vários processos de expansão. No século XXI, houve um processo de expansão iniciado em 2011, com ênfase para a criação de uma ala para exposições temporárias.

## Coleções

### Acervo antigo (séculos XVI a XVIII)
A antiga coleção inclui obras de Luis de Morales, Francisco de Zurbarán, a escola de Caravaggio (Itália), o tríptico flamenco de A Adoração dos Reis e gravuras de Francisco de Goya.

### Arte espanhola (séculos XIX e XX)
Esta coleção destaca artistas de estilo realista e acadêmico como Carlos Haes, Paternina, Rosales e Casado del Alisal.
No que diz respeito aos artistas de Extremadura, o museu preserva uma ampla coleção de pintores regionalistas do século XIX e XX, como Felipe Checa, Nicolás Megía, Adelardo Covarsí e Eugenio Hermoso. A pintura moderna é representada por obras de Timoteo Pérez Rubio, Godofredo Ortega Muñoz, Bonifacio Lázaro, Francisco Pedraja Muñoz, Juan Barjola e Antonio Ángel González.

### Exposições temporárias
Ao lado da coleção permanente, o museu organiza um programa de exposições temporárias, dentre as quais se destacaram:
- "Murillo e a pintura de seu tempo", a partir da coleção do Museu de Belas Artes de Sevilha.
- "Gravuras de Piranesi", da coleção da Academia de Belas Artes de Valência.
- "A pintura figurativa espanhola do século 20", da coleção do Banco Hispano-Americano.
- "Pintura naif Iberoamericana", da coleção Ramírez de Lucas.
- Exposições monográficas de Pérez Jiménez, Torre Isunza, Adelardo Covarsí, Eugenio Hermoso, Bonifacio Lázaro, Francisco de Zurbarán, Felipe Checa, Julián Pérez Muñoz, Antonio Juez, Eduardo Naranjo, Francisco Pedraja Muñoz e Nicolás Megía.